# 中国美术馆站
中国美术馆站是一个位于中国北京市东城区景山街道与东华门街道交界美术馆东街、五四大街、东四西大街、王府井大街交叉口，属于北京地铁8号线的地铁车站，该站并未与8号线二期其余车站同期开通，直至2018年12月30日跟随8号线三期南段及四期同步启用。

## 位置
中国美术馆站位于五四大街－东四西大街（东西向）和美术馆东街－王府井大街（南北向）交汇处，呈南北向布置。

## 结构
中国美术馆站为暗挖车站，为了避开十字交叉的熱力管线而设计为上下行车站结构分离的结构，南北两端为双层单跨，跨路口段为单层单洞的结构
，为8号线二期施工风险最大的车站之一，施工方案历经多次更改，进度很慢，影响到了8号线二期从鼓楼大街站到南锣鼓巷站这一段的开通。2013年12月28日8号线二期开通时，该站启用已完工的东侧部分供列车以单渡线进行站前折返；西侧和站后存车折返线完工后，2018年12月30日，本站开放投入使用。

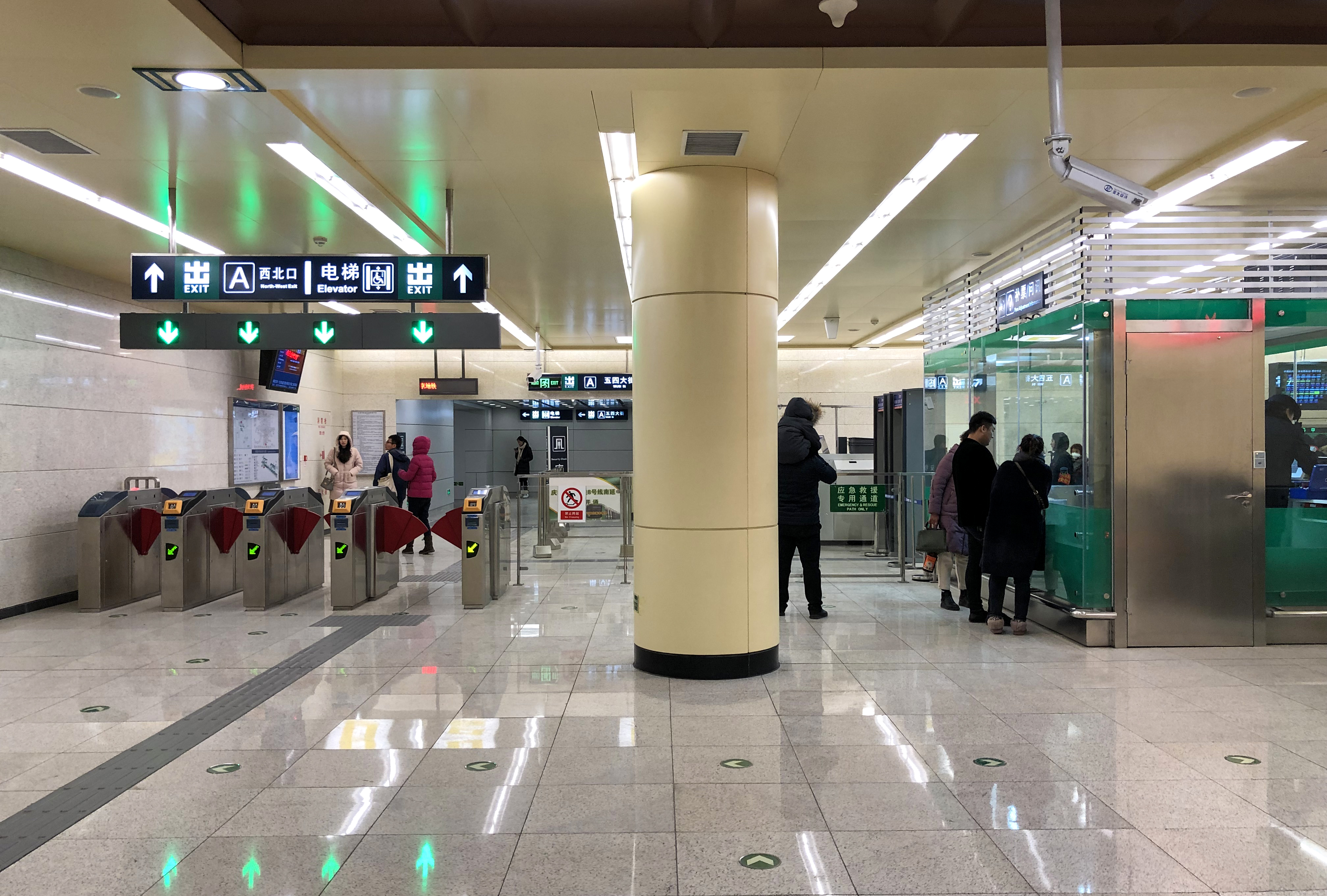
站厅层（2018年12月摄）

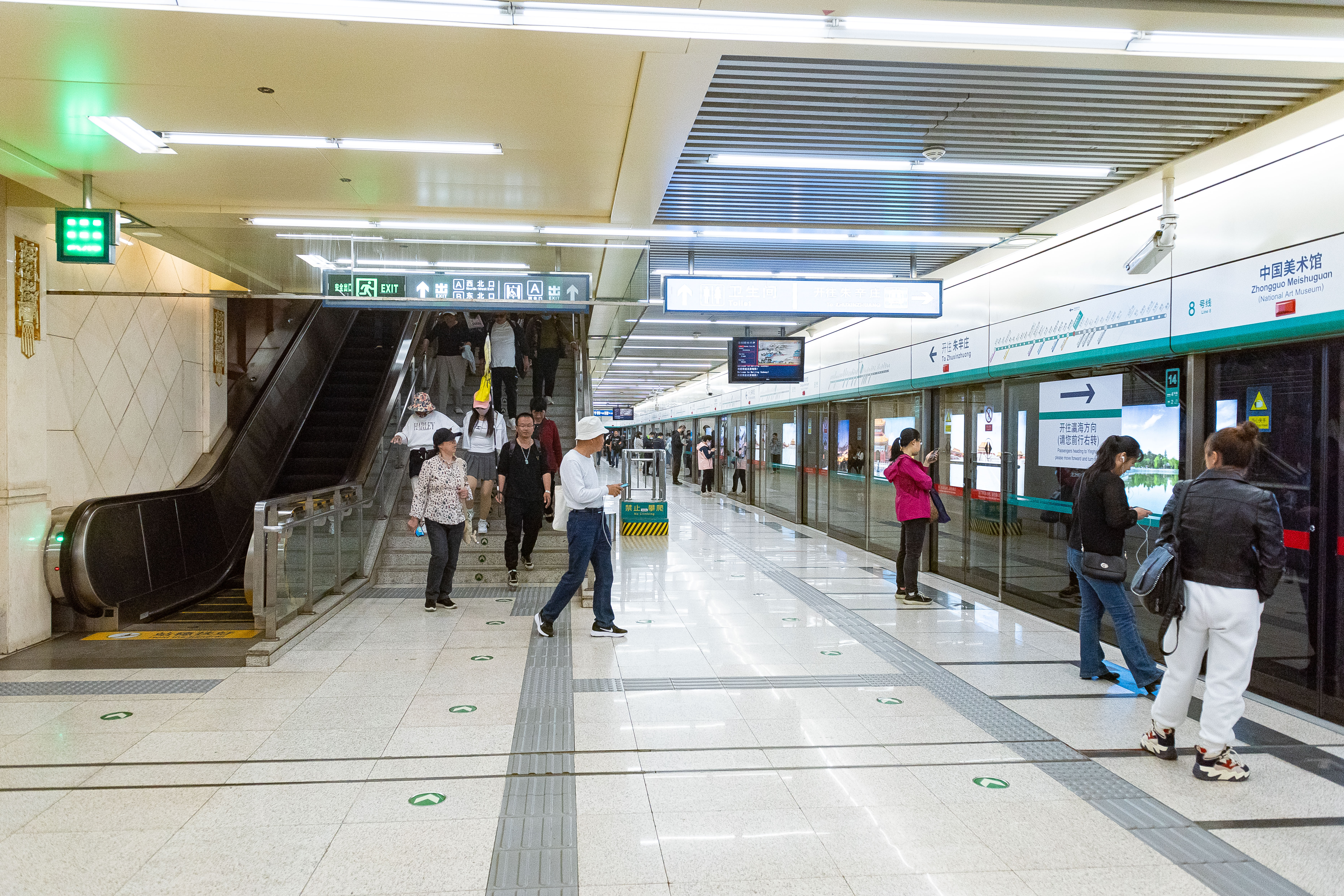
站台（朱辛庄方向）

| 地面层          | 街道                      | A-D出入口                        |
| 地下一层 站厅层 | 站厅                      | 客务中心、自动售票机、进出站闸机 |
| 地下二层 站台层 |                           | █ 8号线往朱辛庄（南锣鼓巷）      |
| 地下二层 站台层 | 分离岛式站台，左側開门    |                                  |
| 地下二层 站台层 | █ 8号线往瀛海（金鱼胡同） |                                  |

### 出入口
本站设有3个出入口。
|                       |            |                                                                            |      |            |
| 编号                  | 指示       | 建议前往的目的地                                                           | 图片 | 无障碍设施 |
| 出口 · A · 升降机标志 | 五四大街   | 五四大街（北侧）、美术馆东街（西侧）、中国美术馆                           |      |            |
| 出口 · B              | 美术馆东街 | 美术馆东街（东侧）、东四西大街（北侧）、隆福寺街                           |      | 不適用     |
| 出口 · D · 升降机标志 | 五四大街   | 五四大街（南侧）、王府井大街（北侧）、翠花胡同、东厂北巷小区、嘉德艺术中心 |      |            |
| 註： 設有             |            |                                                                            |      |            |

### 车站艺术
本站北部站厅设有长24米、宽1.2米的《富春山居图》瓷板画。

## 四线换乘
原规划中，中国美术馆站为8号线和规划中的3号线换乘的车站；3号线车站东端又计划连接6号线东四站，6号线东端与5号线东四站相连，形成四条线路的换乘。其中5号线和8号线换乘较远。
然而由于考慮到皇城文物保护等其他原因，3号线规划另有方案改经张自忠路，与6号线、8号线在南锣鼓巷换乘，本站四线换乘的规划至今仍然无法确定能否实现。